# Bieńkowice (gromada w powiecie bocheńskim)
Bieńkowice – dawna gromada, czyli najmniejsza jednostka podziału terytorialnego Polskiej Rzeczypospolitej Ludowej w latach 1954–1972.
Gromady, z gromadzkimi radami narodowymi (GRN) jako organami władzy najniższego stopnia na wsi, funkcjonowały od reformy reorganizującej administrację wiejską przeprowadzonej jesienią 1954 do momentu ich zniesienia z dniem 1 stycznia 1973, tym samym wypierając organizację gminną w latach 1954–1972.
Gromadę Książnice z siedzibą GRN w Bieńkowicach utworzono – jako jedną z 8759 gromad na obszarze Polski – w powiecie bocheńskim w woj. krakowskim, na mocy uchwały nr 18/IV/54 WRN w Krakowie z dnia 6 października 1954. W skład jednostki weszły obszary dotychczasowych gromad Bieńkowice i Niedary ze zniesionej gminy Uście Solne oraz Wyżyce ze zniesionej gminy Mikluszowice w tymże powiecie. Dla gromady ustalono 11 członków gromadzkiej rady narodowej.
1 stycznia 1958 gromadę Bieńkowice zniesiono, a jej obszar włączono do gromad Uście Solne (wsie Bieńkowice i Niedary) i Mikluszowice (wieś Wyżyce).